# ヴォロディミール・イェゼルスキ
ヴォロディミール・イェゼルスキ（Volodymyr Ivanovych Yezerskyi、1976年12月5日 - ）は、ウクライナの元サッカー選手。元ウクライナ代表。ポジションはディフェンダー。

## 来歴
1998年にウクライナ代表デビュー。2004年から出場機会が増え、2006 FIFAワールドカップ・ヨーロッパ予選では10試合に出場、ウクライナ史上初のFIFAワールドカップ出場権を獲得した。2006 FIFAワールドカップにも出場した。2008年までに39試合に出場、2得点をあげた。

## 代表歴

### 出場大会
- ウクライナ代表
  - 2006 FIFAワールドカップ

### 試合数
- 国際Aマッチ 39試合 2得点（1998年-2008年）[1]

| ウクライナ代表 | 国際Aマッチ | 国際Aマッチ |
| 年             | 出場        | 得点        |
| -------------- | ----------- | ----------- |
| 1998           | 1           | 0           |
| 1999           | 0           | 0           |
| 2000           | 0           | 0           |
| 2001           | 0           | 0           |
| 2002           | 1           | 0           |
| 2003           | 2           | 0           |
| 2004           | 8           | 0           |
| 2005           | 7           | 0           |
| 2006           | 8           | 1           |
| 2007           | 10          | 1           |
| 2008           | 2           | 0           |
| 通算           | 39          | 2           |